# Neuweltliche Gleithörnchen
Die Neuweltlichen Gleithörnchen (Glaucomys, zu altgriechisch γλαυκός glaukos ‚glänzend‘, ‚graublau‘, und μῦς mys ‚Maus‘) sind eine Gattung der Gleithörnchen, die in drei Arten in Nordamerika verbreitet sind und als einzige Gruppe der Gleithörnchen auf dem amerikanischen Kontinent vorkommen.

## Merkmale
Die Kopfrumpflänge beträgt 22–26 cm, hinzu kommen 9 bis 18 cm Schwanz. Der Assapan ist die kleinere der beiden Arten. Das Fell ist oberseits grau oder hellbraun und unterseits weißlich. In der Gestalt ähneln sie sehr dem Europäischen Gleithörnchen. Nördliches und Südliches Gleithörnchen sind voneinander an der Farbe nicht zu unterscheiden, da diese bei beiden Arten sehr variabel ist. Ein wichtiges Merkmal ist der Schwanz, der beim Nördlichen Gleithörnchen fast körperlang ist, beim Südlichen Gleithörnchen auch im Verhältnis viel kürzer.
Bei Untersuchungen aller Glaucomys-Arten konnte festgestellt werden, dass das Fell der Tiere im Gegensatz zu dem anderer Hörnchenarten bei einer Bestrahlung mit UV-Licht in einem Rosa-Ton fluoresziert. Die Biologische Bedeutung dieser Fluoreszenz ist unbekannt.

## Verbreitung

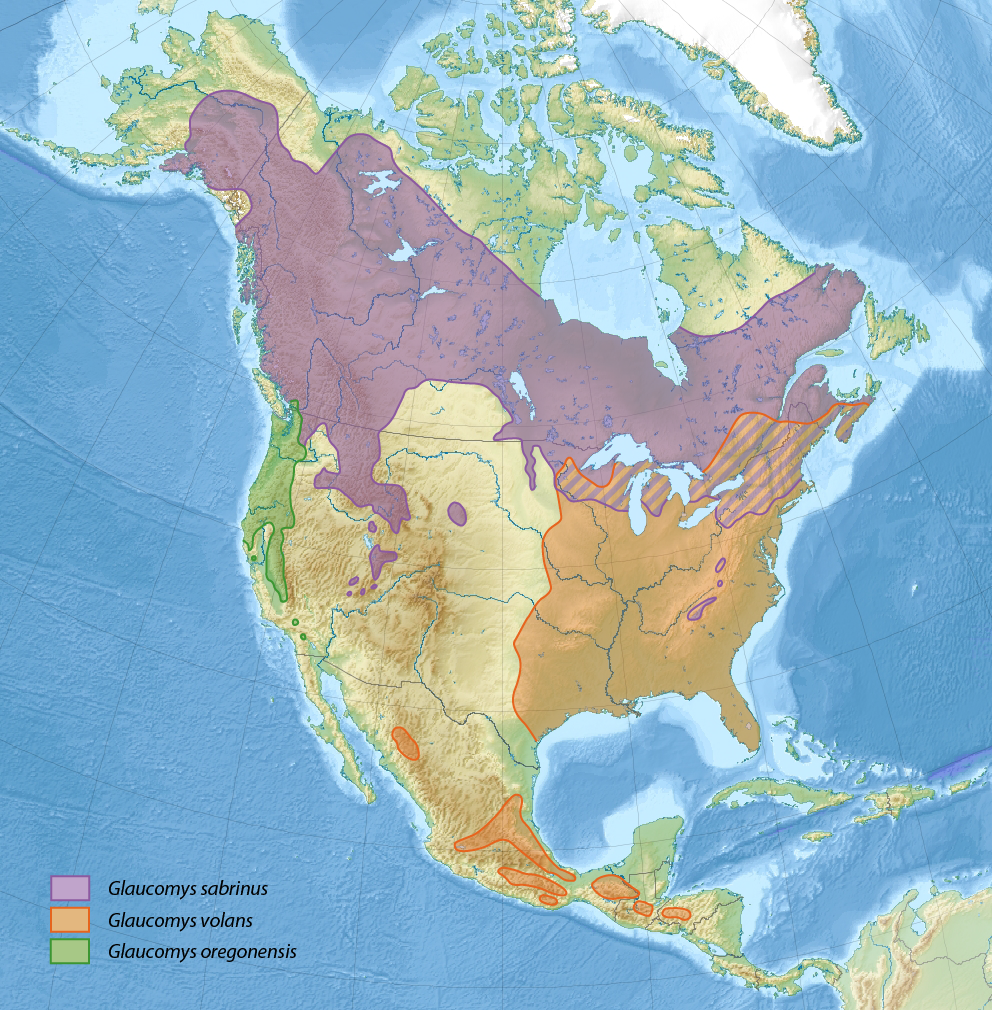
Verbreitung der Neuweltlichen Gleithörnchen

Die Neuweltlichen Gleithörnchen sind in ihrer Verbreitung auf den nordamerikanischen Kontinent beschränkt und stellen zugleich die einzige Art der Gleithörnchen in Amerika dar. Dabei kommt das Nördliche Gleithörnchen (Glaucomys sabrinus) vor allem in Kanada und dem Norden der Vereinigten Staaten vor. Das Assapan oder Südliches Gleithörnchen (Glaucomys volans) lebt in den östlichen Vereinigten Staaten und das Humboldt-Gleithörnchen (Glaucomys oregonensis) entlang der westlichen Pazifikküste von Kanada bis Kalifornien.

## Lebensweise
Sie sind wie alle Gleithörnchen nachtaktive Waldbewohner. Dabei ist das Nördliche Gleithörnchen fast ausschließlich in Nadelwäldern anzutreffen, das Südliche Gleithörnchen in allen Waldformen vom borealen Nadelwald bis zum tropischen Regenwald. Zuflucht findet der Assapan in hohlen Bäumen oder verlassenen Spechthöhlen, nur gelegentlich baut er ein Nest. Das Nördliche Gleithörnchen baut im Sommer dagegen immer ein Nest, das zwischen den Zweigen verankert ist und einen Durchmesser von 30 bis 40 cm hat.

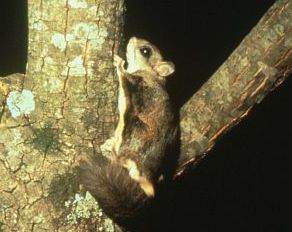
Nördliches Gleithörnchen

Die Gleithörnchen Nordamerikas sind viel mehr zu Kulturfolgern geworden als ihre eurasischen Verwandten. Vor allem im Winter suchen sie Schutz auf Dachböden, in Scheunen oder in Nistkästen (die sie aber nicht zum Nisten nutzen). Trotz der relativen Häufigkeit und der fehlenden Scheu werden sie allerdings selten gesehen, da sie nachts aktiv sind. Neuweltliche Gleithörnchen halten keinen Winterschlaf, vor allem der Assapan zeigt bei kaltem Wetter aber stark verminderte Aktivität.
Nahrung sind Nüsse, Beeren, Früchte, Zweige und Pilze. Gelegentlich fressen sie auch Insekten. Ist genug Nahrung vorhanden, werden Vorräte für den Winter angelegt.
Neuweltliche Gleithörnchen leben gesellig. Im Winter finden sich manchmal bis zu fünfzig Individuen zusammen. Anders als beim Europäischen Gleithörnchen setzen sich diese Gruppen aus Tieren beiderlei Geschlechts zusammen. Nach einer Tragzeit von 40 Tagen bringen die Weibchen zwei oder drei Junge zur Welt. Das Nördliche Gleithörnchen zieht einmal im Jahr Nachwuchs auf, dagegen kann das Südliche Gleithörnchen zwei Geburten im Jahr durchbringen.

## Systematik
Die Neuweltlichen Gleithörnchen werden als eigenständige Gattung der Gleithörnchen eingeordnet. Das Assapan oder Südliches Gleithörnchen (Glaucomys volans) wurde bereits 1758 durch Carl von Linné beschrieben, wurde von ihm allerdings als Mus volans den Mäusen zugeordnet. Da er zusätzlich das Europäische Flughörnchen (heute Pteromys volans) als Sciurus volans und damit zwei Arten mit dem gleichen Artnamen volans anführte, wurde die nordamerikanische Art durch Peter Simon Pallas 1778 umbenannt in Sciurus volucella und wurde später als Sciuropterus volucella behandelt. 1908 beschrieb Oldfield Thomas Glaucomys im Rahmen einer Aufteilung der Gattung Sciuropterus als Untergattung derselben. Diese wurde 1915 durch Arthur Holmes Howell in den Gattungsstatus erhoben und etabliert.
Sie sind die einzige Gattung der Gleithörnchen in Amerika und bestehen aus den folgenden Arten:
- Assapan oder Südliches Gleithörnchen (Glaucomys volans (Linnaeus 1758)), südöstl. Kanada, östliche USA, Mexiko, Guatemala, El Salvador, Honduras
- Nördliches Gleithörnchen (Glaucomys sabrinus (Shaw 1801)), Alaska, Kanada, nördl. und westl. USA
- Humboldt-Gleithörnchen (Glaucomys oregonensis (Bachman, 1839)), kommt entlang der nordamerikanischen Pazifikküste von südlichen British Columbia bis zum südlichen Kalifornien vor.[7]

## Bedrohung und Schutz
Südliches und Nördliches Gleithörnchen sind häufig und werden zurzeit auch nicht seltener. Allerdings führt die IUCN drei Unterarten des Nördlichen Gleithörnchens in der Roten Liste:
- Carolina-Gleithörnchen (Glaucomys sabrinus coloratus), gefährdet; lebt in den Appalachen in Höhen über 1500 m; durch Abholzung der Bergwälder wird es in kleine voneinander isolierte Populationen versprengt.
- Virginia-Gleithörnchen (Glaucomys sabrinus fuscus), gefährdet; gleichfalls in den Appalachen über 1500 m; Bedrohungsursachen sind die gleichen wie beim Carolina-Gleithörnchen.
- Prinz-Wales-Insel-Gleithörnchen (Glaucomys sabrinus griseifrons), bedroht; endemisch auf der zu Alaska gehörenden Prince-of-Wales-Insel. Bedroht durch Abholzung der Wälder auf der Insel.

## Parasiten
Die Tierlaus Microphthirus uncinatus ist ein spezifischer Parasit der Neuweltlichen Gleithörnchen.

## Belege
1. ↑  Allison M. Kohler, Erik R. Olson, Jonathan G. Martin, Paula Spaeth Anich: Ultraviolet fluorescence discovered in New World flying squirrels (Glaucomys). Mammalogy, gyy177, 23. Januar 2019. doi:10.1093/jmammal/gyy177;
2. ↑  Richard W. Thorington Jr., John L. Koprowski, Michael A. Steele: Squirrels of the World. Johns Hopkins University Press, Baltimore MD 2012; S. 92 ff. ISBN 978-1-4214-0469-1
3. ↑  J.L. Koprowski, E.A. Goldstein, K.R. Bennett, C. Pereira Mendes: Genus Glaucomys. In: Don E. Wilson, T.E. Lacher, Jr., Russell A. Mittermeier (Hrsg.): Handbook of the Mammals of the World: Lagomorphs and Rodents 1. (HMW, Band 6) Lynx Edicions, Barcelona 2016, ISBN 978-84-941892-3-4, S. 759–761.
4. ↑  Carl von Linné: Systema naturae. 10. Auflage, 1758; Band 1, S. 60, 63–64 (Digitalisat).
5. ↑  Oldfield Thomas: The genera and subgenera of the Sciuropterus Group, with descriptions of three new species. Annals and Magazine of Natural History 1, 1908; S. 1–8. (Digitalisat).
6. ↑  Arthur Holmes Howell: Description of a new genus and seven new races of flying squirrels. Proceedings of the Biological Society of Washington 28, 1915; S. 109–114. (Digitalisat)
7. ↑  Brian S. Arbogast, Katelyn I. Schumacher, Nicholas J. Kerhoulas, Allison L. Bidlack, Joseph A. Cook and G. J. Kenagy. 2017. Genetic Data Reveal A Cryptic Species of New World Flying Squirrel: Glaucomys oregonensis. Journal of Mammalogy. Mai, 2017, DOI: 10.1093/jmammal/gyx055
8. ↑  Microphthirus uncinatus. Abgerufen am 28. November 2024.